# Parc du Colosse
Le parc du Colosse est un parc de loisirs en plein air à proximité du lieu-dit « Le Colosse » à Saint-André de La Réunion. Aménagé sur des terrains ayant autrefois servi à la culture de la canne à sucre, il est bordé par l'océan Indien au nord-est et par un étang, le « Petit Étang » à l'est. Il est conçu pour divertir les familles de la micro-région.

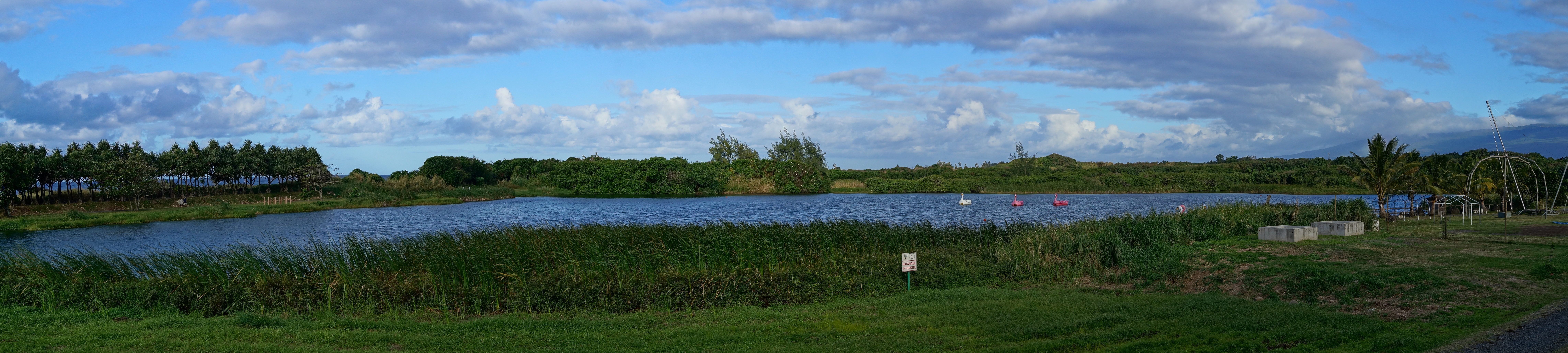
Panorama de l'étang artificiel du parc du Colosse.